# قشلاق هادلي (مقاطعة بيله سوار)
قشلاق هادلي (بالفارسية: قشلاق هدلی) هي منطقة سكنية تقع في إيران في أردبيل. يقدر عدد سكانها بـ 32 نسمة .